# Jiří Vavrla
Jiří Vavrla (* 7. září 1932) je český silniční motocyklový závodník.

## Závodní kariéra
V místrovství Československa startoval v letech 1961-1973. V celkové klasifikaci skončil nejlépe dvakrát na 3. místě ve třídě do 125 cm³ v letech 1961 a 1962.

## Umístění
- Mistrovství Československa silničních motocyklů
  - 1961 do 125 cm³ - 3. místo
  - 1961 do 350 cm³ - nebodoval
  - 1962 do 125 cm³ - 3. místo
  - 1963 do 125 cm³ - 17. místo
  - 1964 do 125 cm³ - 11. místo
  - 1965 do 125 cm³ - 6. místo
  - 1965 do 350 cm³ - 14. místo
  - 1966 do 125 cm³ - nebodoval
  - 1970 do 125 cm³ - 6. místo
  - 1971 do 125 cm³ - 6. místo
  - 1972 do 125 cm³ - 11. místo
  - 1973 do 125 cm³ - 22. místo